# Дрізд лучний
Дрізд лучний (Turdus sanchezorum) — вид горобцеподібних птахів родини дроздових (Turdidae). Поширений у Південній Америці. Описаний у 2011 році.

## Таксономія
Вид був описаний у 2011 році в журналі «The Condor». Голотип — самець, спійманий 8 серпня 1983 року в Перу, в регіоні Лорето, приблизно за 10 км на південний південний захід від гирла річки Напо (де вона впадає в Амазонку). Зразок зберігається в Музеї природничих наук Університету штату Луїзіана.

## Поширення
Вид поширений вздовж верхів'я Амазонки на заході Бразилії, у Перу та на крайньому півдні Колумбії. Мешкає у відкритих лісах або савані з піщаним субстратом на висоті 800—1100 м над рівнем моря.

## Опис
Маса тіла 58 г. Лоб, верхня частина голови, покриви вух і крил, спина, круп і надхвістя червонувато-коричневі. Кермові пера на хвості сіро-коричневі. Брудно-біла борода і горло вкриті сіро-коричневими смугами. Черево і підхвістя білуваті. Біля основи махові пера першого і другого порядку стають бурими. Корично-оранжеві покриви підкрилка. Дзьоб спочатку чорний, на кінці стає темно-жовтим. Карі очі оточені темно-помаранчевими очними кільцями. Оливкові ніжки і стопи.

## Спосіб життя
Сезон розмноження, ймовірно, починається в грудні або січні, молодняк повністю оперяється в лютому, а дорослі особини линяють після сезону розмноження в липні-серпні.